# Williamson (Arizona)
Pour les articles homonymes, voir Williamson.
Williamson est une census-designated place (CDP) située dans le comté de Yavapai dans l'État de l'Arizona aux États-Unis. La population y était de 3 776 habitants lors du recensement de 2000.

## Annexe